# Dubravka (Konavle)
Dubravka je naselje u Dubrovačko-neretvanskoj županiji, smješteno u općini Konavle.

## Zemljopisni položaj
Dubravka se nalazi iznad jadranske turističke ceste, u konavoskim brdima, oko 40 km jugoistočno od Dubrovnika, u blizini granice prema Crnoj Gori i Bosni i Hercegovini.

## Naziv
Mjesto je dobilo naziv po šumi hrasta koju mjesno stanovništvo naziva dubravom. Prije se naselje zvalo Mrcine.

## Povijest
U Dubravci je crkva sv. Barbare, jedna od najstarijih crkvica u Konavlima. Oko te je crkve najveće očuvano srednjovjekovno groblje u Konavlima. Ondje su 104 stećka, od čega 94 cjelovita i 10 ulomaka, a po tipografiji 69 ploča i 35 sanduka. Od 2016. godine lokalitet sv. Barbare sa stećcima našao se na Listi svjetske kulturne baštine UNESCO-a. Uvršten je kad i lokaliteti Velika i Mala Crljivica u Cisti Velikoj u općini Cisti Provu.
Dubravka je smještena na prirodnom prolazu koji povezuje Konavle sa susjednom Hercegovinom. Ovuda je prolazila stara prometnica kojom su se kretale trgovačke karavane iz unutrašnjosti prema Dubrovniku i obratno. Mjesto je bilo poznato po pograničnom sajmu. Za vrijeme Dubrovačke Republike bilo je jedna od konavoskih kaznačina koja u 16. stoljeću ima 50 do 60 kuća u kojima živi oko 160 stanovnika. U idućem stoljeću (1673.) Dubravka je imala 24 stanovnika, a njeni dijelovi Pičete 85, Vatasi 45 i Butkovina 102 stanovnika. Za Republike ovo selo u crkvenom pogledu pripada župi Gruda, a zaselak Vatasi župi Pločice. Utemeljenjem župe Mrcine 1731. sva četiri naselja pripala su novoj župnoj zajednici. Niža muška pučka škola u selu spominje se prvi put 1840., ali će zbog nedostatka prostora, školovanih učitelja i pitanja financiranja uskoro biti zatvorena. Katastarska općina Dubravka prema provjeri zemljišta 1837. obuhvaća 927 hektara, 37 ara i 31 metar četvorni površine. Zemlja je uglavnom crljenica ispunjena vrtačama i docima. Tada je 75% zemlje bilo neobrađeno, 23% obrađeno, a 2% se odnosilo na putove, potoke, vode, površine koje pokrivaju stambene i gospodarske zgrade itd. Na oranicama se najviše sijala pšenica, ječam, zob, kukuruz, crveni sijerak, bob i grahorica. Na čistim pašnjacima najviše su zastupljeni vinova loza i masline.
Prehrana stanovništva se obično sastojala od ječmenog i kukuruznog kruha ili pak onog od crvenog sijerka (rjeđe od pšenice), rijetko svježeg, a više slanog mesa, zelja začinjenog maslinovim uljem i dodataka (luk, kapula, soljene masline i slani sir). U vrtovima oko kuća uzgaja se verzot, karfiol, blitva, ponešto smokava, bresaka, trešanja i rjeđe limuna. Stanovništvo oko dva puta tjedno ide na sajam u Cavtat ili u Dubrovnik, te najčešće prodaje vino, a kupuje stoku i vunu. Godine 1837. u selu je zabilježeno 390 koza, 337 ovaca, 192 svinje, 55 volova, 33 mazge, 15 magaraca, 3 krave i 1 konj.
Tijekom Domovinskog rata Dubravku je bila okupirala JNA i četničke postrojbe te je mjesto u potpunosti bilo uništeno, opljačkano i spaljeno. Nakon rata mjesto je u cijelosti obnovljeno.

## Gospodarstvo
Gospodarstvo je u Dubravci nerazvijeno, a jedina grana gospodarstva je poljoprivreda.

## Stanovništvo
Dubravka, prema popisu stanovništva 2021. godine, broji 261 stanovnika, pretežno Hrvata katoličke vjere.
| broj stanovnika | 543   | 581   | 562   | 561   | 580   | 568   | 481   | 500   | 495   | 479   | 423   | 366   | 349   | 313   | 265   | 295   | 261   |
|                 | 1857. | 1869. | 1880. | 1890. | 1900. | 1910. | 1921. | 1931. | 1948. | 1953. | 1961. | 1971. | 1981. | 1991. | 2001. | 2011. | 2021. |